# Sulcusuchus
Sulcusuchus es un género extinto de plesiosaurio policotílido que vivió durante el Cretácico Superior de Argentina.
La especie tipo Sulcusuchus erraini fue nombrada en 1990 por Zulma Brandoni de Gasparini y Luis Spalletti. Fue inicialmente considerado como un crocodilomorfo de la familia de los dirosáuridos, de aquí que su nombre de género signifique "cocodrilo con canal". Su holotipo, MPEF 650, fue descubierto en Jacobacci, en la provincia de Río Negro, en una capa del finales del Campaniense de la Formación La Colonia. Consiste en un fragmento posterior izquierdo de una mandíbula de cerca de medio metro de largo con un cóndilo craneal de la articulación mandibular, la parte inferior del neurocráneo, la parte posterior del paladar y un fragmento del medio del hocico. El lado externo de la mandíbula muestra un canal, un rasgo desconocido en los crocodilomorfos. La mandíbula y los pterigoideos muestran surcos que pueden haber alojado órganos electro-sensitivos. El hocico es muy alargado y los pterigoideos están fusionados.